# South Toms River
South Toms River es un borough ubicado en el condado de Ocean en el estado estadounidense de Nueva Jersey. En el año 2010 tenía una población de 3,684 habitantes y una densidad poblacional de 1,228 personas por km².

## Geografía
South Toms River se encuentra ubicado en las coordenadas 39°56′27″N 74°12′34″O / 39.94083, -74.20944.

## Demografía
Según la Oficina del Censo en 2000 los ingresos medios por hogar en la localidad eran de $43,468 y los ingresos medios por familia eran $45,375. Los hombres tenían unos ingresos medios de $31,859 frente a los $24,837 para las mujeres. La renta per cápita para la localidad era de $16,292. Alrededor del 12.6% de la población estaba por debajo del umbral de pobreza.